# Rallye-Weltmeisterschaft
Die Rallye-Weltmeisterschaft (offiziell FIA World Rally Championship, kurz WRC) ist eine vom Automobil-Dachverband Fédération Internationale de l’Automobile (FIA) veranstaltete Rallye-Serie, die nach festgelegten Regeln, Richtlinien und Bedingungen ausgetragen wird.
Die Rallye-Weltmeisterschaft ist die höchstrangige von der FIA veranstaltete Rallyeserie des Rallyesports. Sie wird als „Königsklasse des Rallyesports“ bezeichnet, da sie den Anspruch erhebt, die höchsten technischen, fahrerischen, aber auch finanziellen Anforderungen aller Rallyeserien an Fahrer und Konstrukteure zu stellen.

## Die Weltmeisterschaft

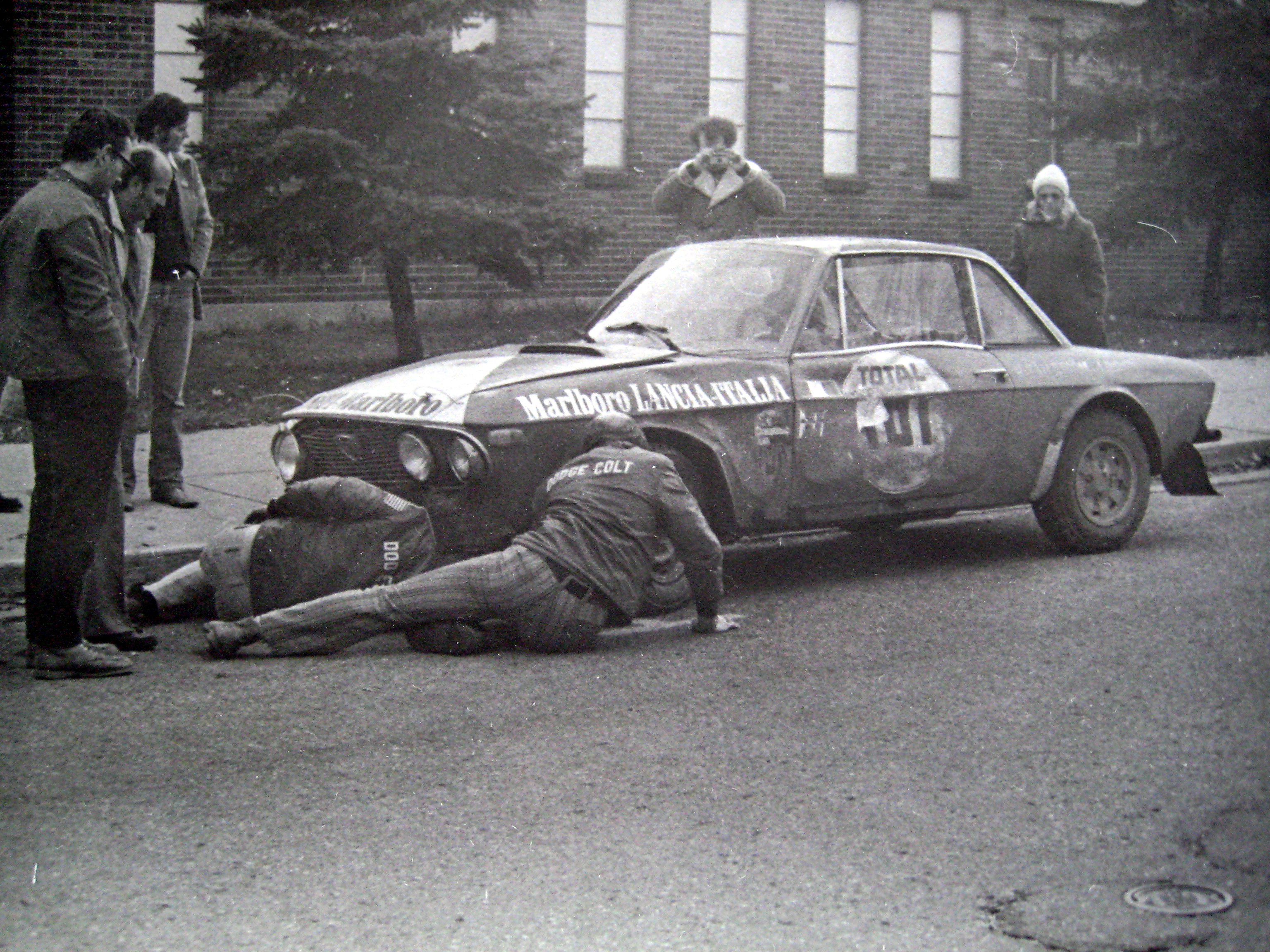
Harry Källströms Lancia Fulvia 1.6 Coupé HF bei der Press-on-Regardless Rally 1972.

Der heutige Rallyesport, dessen Anfänge allgemein auf die erste Austragung der Rallye Monte Carlo im Jahre 1911 datiert werden, entwickelte sich über die Rallye-Europameisterschaft für Fahrer, zu welcher in den 1960er Jahren die Internationale Meisterschaft der Marken (offiziell International Championship for Manufacturers kurz IMC) hinzukam. Diese bereits von der FIA organisierten Rennserien wurden ab dem Jahr 1973 zur Rallye-Weltmeisterschaft zusammengefasst. Die Rallye-WM setzt sich aus 13 bis 16 Einzelrennen zusammen. Die einzelnen Rennergebnisse werden anhand eines Punktesystems gewertet.

### Fahrerweltmeisterschaft
Seit der Rallye-Weltmeisterschaft 1979 wird der offizielle Fahrerweltmeistertitel an den Fahrer vergeben, der in der Summe aller gewerteten Rennen am Saisonende die höchste Punktezahl erreicht. Nach dem gleichen Schema wird auch ein WM-Titel für den erfolgreichsten Beifahrer vergeben.
Klassiert sich ein Fahrer aus einer unteren Klasse (WRC2, WRC3, JWRC) in den ersten Zehn der Gesamtwertung in einer Rallye, bekommt er Weltmeisterschaftspunkte für die oberste Klasse WRC und er wird dort im Weltmeisterschaftsklassement geführt.

### Herstellerweltmeisterschaft
Es wird neben dem Fahrerweltmeister und Beifahrerweltmeister auch ein Team als Herstellerweltmeister ausgezeichnet. Diese Wertung berechnet sich pro Rennen durch die Addition der von den jeweiligen Fahrern erzielten Punkte. In der Regel nimmt ein Team mit zwei Fahrzeugen an der Rallye-Weltmeisterschaft teil. Ein Team kann auch mit mehr als zwei Fahrzeugen an den Start gehen. Die Punkte für die Herstellerwertung werden jedoch nur an die zuvor dafür gemeldeten (maximal zwei) Werkswagen vergeben. In der Wertung liegende Privatfahrer bzw. nicht gemeldete Fahrzeuge eines Herstellers werden einfach übersprungen. So kann es durchaus passieren, dass ein zum Beispiel auf dem 13. Gesamtplatz im Ziel eingetroffener Teilnehmer zwar keine Zähler als Fahrer erhält, dafür jedoch Herstellerpunkte für seine gefahrene Marke bekommt. Die Bonuspunkte der Power-Stage werden nicht zur Herstellerweltmeisterschaft gerechnet. Pro Rallye gibt es immer die volle Anzahl der der Platzierung entsprechenden Punkte. Dies gilt auch dann, wenn die Veranstaltung drastisch verkürzt oder abgebrochen werden musste.

## Ablauf

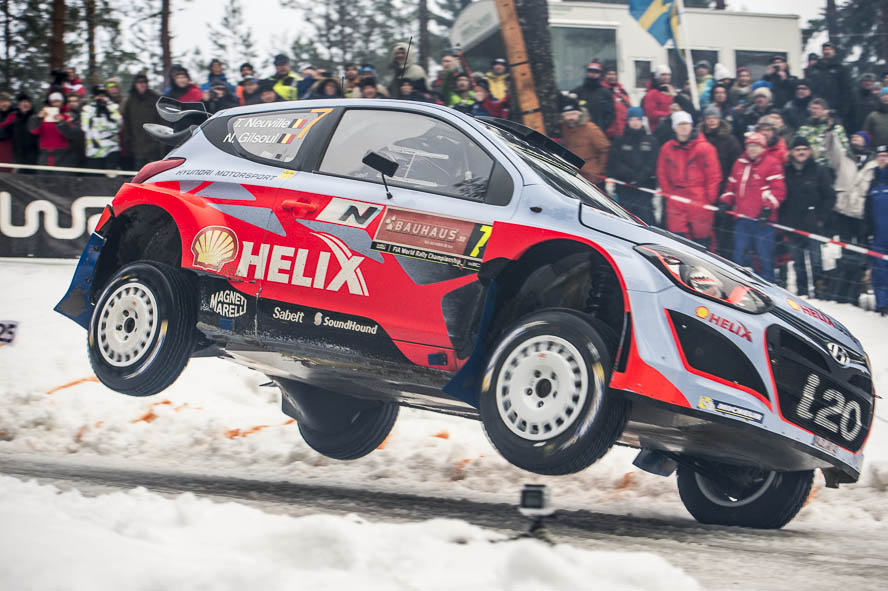
Ein Hyundai i20 WRC bei der Rallye Schweden 2014 auf Schnee

### Austragungsorte und Dauer
Die Weltmeisterschaft wird über das Jahr und über verschiedene Länder verteilt in mehreren Rallyes ausgetragen. Eine Rallye dauert zwischen drei und vier Tagen, in der Regel von Donnerstag bis Sonntag oder von Freitag bis Sonntag. Die Rallye-Weltmeisterschaft fuhr im Jahr 2019 in Südamerika und Europa, die Rallye Australien musste abgesagt werden. In den Jahren 2020 und 2021 wurde der Kalender an den Begebenheiten der COVID-19-Pandemie angepasst. Die Rallye trägt den Namen des Austragungslandes, einer Stadt oder einer Region wie zum Beispiel Rallye Finnland, Rallye Monte Carlo oder Rallye Katalonien.

### Wertungsprüfungen
Jede der 13 Rallyes 2023 war in verschiedene Wertungsprüfungen (normalerweise zwischen 14 und 25) eingeteilt, die auf abgesperrten Straßen ausgetragen werden. Die Fahrer kämpfen darum, die Wertungsprüfung so schnell wie möglich zu beenden, ihre Zeiten werden bis auf eine Zehntelsekunde genau gestoppt. Es wird dabei auf Schotter- und auf Asphalt-Straßen gefahren, welche sich je nach Wettereinfluss verändern können. Bei der Rallye Schweden oder bei der Rallye Monte Carlo können es auch schneebedeckte Abschnitte sein, da diese Events im Januar und Februar stattfinden. Wer in den Wertungsprüfungen am schnellsten fährt, führt das Gesamtklassement an, nicht der Fahrer der die meisten Wertungsprüfungen gewinnt. Am Ende einer Rallye, welche meist mit der Power-Stage endet, werden die einzelnen Zeiten der Wertungsprüfungen sowie eventuelle Zeitstrafen addiert. Die Gesamtstrecke der gezeiteten Wertungsprüfungen muss mindestens 300 Kilometer betragen. Für eine einzelne Wertungsprüfung (kurz WP) wird keine minimale oder maximale Streckenlänge vorgeschrieben. Jede Wertungsprüfung (auch nur ein Abschnitt davon) darf maximal zweimal pro Rallye in die Wertung genommen werden. Eine Ausnahme hierzu stellen die «Zuschauerprüfungen» dar; diese als Super-Special-Stages und Power-Stages bezeichneten Wertungsprüfungen sind möglichst publikums- und kamerafreundlich ausgerichtet. Sie finden häufig in Stadien oder an anderen übersichtlichen Plätzen statt und werden live im TV übertragen. Durch im Normalfall zwei, drei oder vier gefahrenen Wertungsprüfungen wird eine «Schleife» gebildet, welche in den Servicepark mündet oder an einen sogenannten Remote-Service führt, wo Reparaturarbeiten gemacht werden können.

### Verbindungsstrecken
Als Verbindungsstrecken bezeichnet man die Streckenabschnitte von Wertungsprüfung zu Wertungsprüfung und vom und zum Servicepark. Diese Strecken werden nicht gewertet, müssen aber innerhalb eines bestimmten Zeitfensters absolviert werden. Verfrühtes Erscheinen oder Verspätungen werden mit Zeitstrafen belegt, welche zu den gefahrenen Zeiten der Wertungsprüfungen addiert werden. Da diese Verbindungsstrecken auf öffentlichen Straßen gefahren werden, müssen alle Rennwagen, die an der Rallye-Weltmeisterschaft teilnehmen, für den Straßenverkehr zugelassen sein. Auf den Verbindungsstrecken müssen von den Piloten die Verkehrsregeln beachtet und gültige Ausweise mitgeführt werden.

### Startplätze
Seit der Saison 2014 entfällt das bei Schotter-Rallyes gefahrene Qualifying am Rallye-Vortag. Stattdessen wird sowohl auf Asphalt als auch auf Schotter entsprechend dem aktuellen Zwischenstand in der Fahrerwertung gestartet. Am zweiten und dritten Rallye-Tag gehen die Fahrer in umgekehrter Reihenfolge des Zwischenstands der jeweiligen Rallye ins Rennen. Die Startintervalle liegen bei der WRC meist bei zwei Minuten. Der Rest des Feldes (WRC2 / WRC3 / JWRC) startet danach häufig im Minutenabstand. Fahrzeuge, die nach einem Ausfall am Vortag unter Rallye-2-Reglement wieder antreten, starten als Erste.

### Rallye-2-Reglement
Fahrzeuge, die an einem oder mehreren Tagen der Rallye wegen technischem Defekt oder Unfall ausscheiden, aber repariert werden können, dürfen am nächsten Tag mit einer Zeitstrafe von mindestens zehn Minuten wieder starten. Sie sind weiterhin berechtigt Weltmeisterschaftspunkte herauszufahren. Weiters sind Fahrer, die unter dem Rallye-2-Reglement starten berechtigt, in der Power-Stage WM-Punkte zu sammeln. Die Fahrer, die unter dem Rallye-2-Reglement starten, müssen nicht mehr als Letzte in die kommenden Wertungsprüfungen, sondern als die ersten Fahrzeuge.

### Punktesystem und Power-Stage
(neu ab der Saison 2025)

### Punkteverteilung
| Position   | 1  | 2  | 3  | 4  | 5  | 6 | 7 | 8 | 9 | 10 |
| Gesamt     | 25 | 17 | 15 | 12 | 10 | 8 | 6 | 4 | 2 | 1  |
| Sonntag    | 5  | 4  | 3  | 2  | 1  |   |   |   |   |    |
| Powerstage | 5  | 4  | 3  | 2  | 1  |   |   |   |   |    |

Die Punktevergabe für die fünf schnellsten Fahrer der Power-Stage lautet 5-4-3-2-1 Bonuspunkte. Seit der Saison 2021 bekommen auch die Hersteller Bonuspunkte in der Power-Stage. Die beiden bestplatzierten Fahrer eines jeweiligen Herstellers unter den ersten fünf des Gesamtklassements der Power-Stage werden gewertet. Die Power-Stage ist die letzte Wertungsprüfung der Rallye und wird nur einmal gefahren.
Hersteller können die Punkte ihrer Fahrer zusammenzählen. Für die Herstellerwertung können die beiden Fahrer punkten, die vorher von ihrem Team dafür nominiert wurden. Fährt ein nicht für Herstellerpunkte nominierter Pilot in die Punkteränge, bekommt er zwar Fahrerpunkte, für die Herstellerwertung rückt aber der dahinter bestplatzierte nominierte Pilot nach.

### Ablauf eines Rallye-Wochenendes

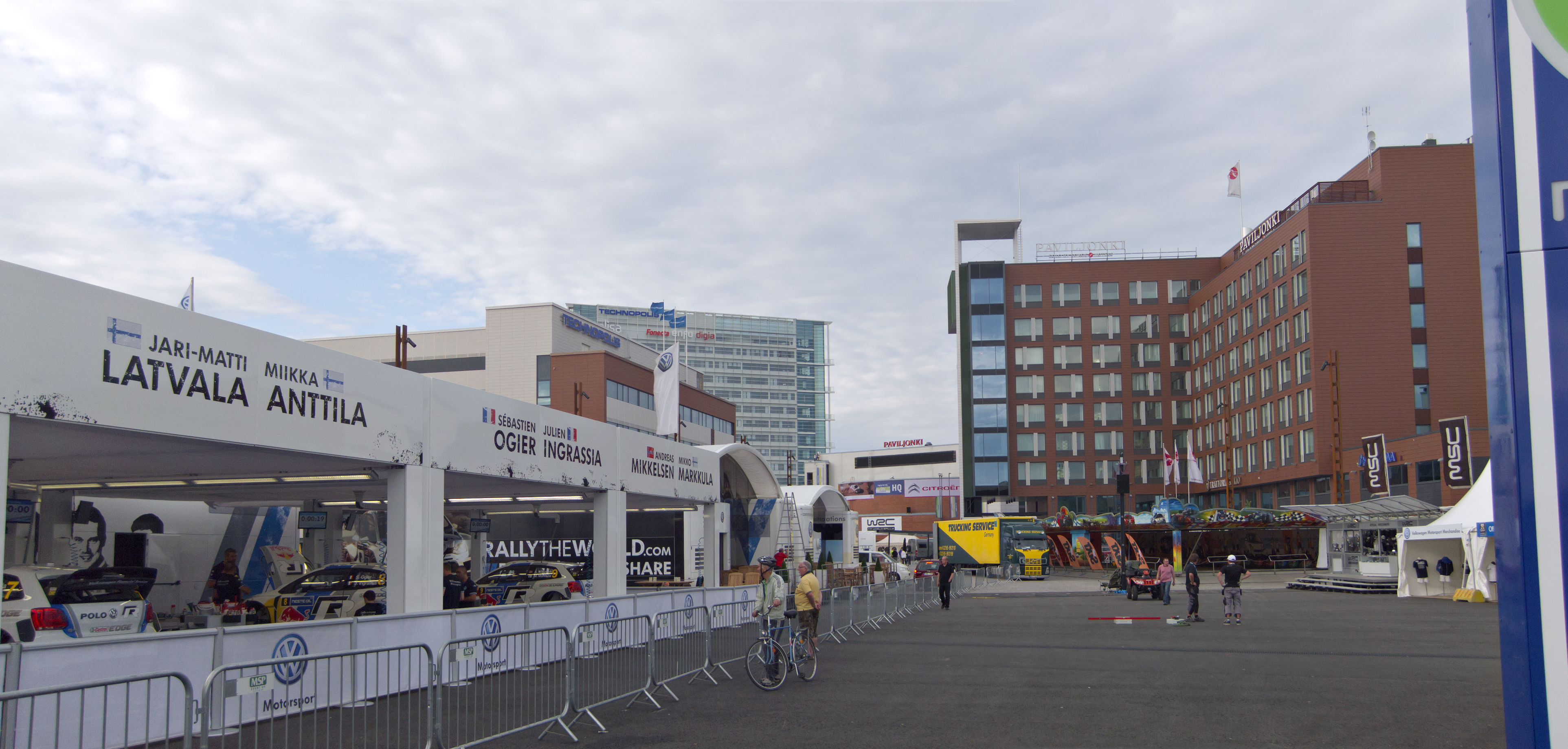
Der Service-Park bei der Rallye Finnland 2013

Beginnend zwei bis drei Tage vor dem Wettbewerb inspizieren die Rallye-Fahrer die Wertungsprüfungen und geben dabei ihren Beifahrern Informationen für deren Notizen speziell über alle Kurven und Besonderheiten der einzelnen Streckenabschnitte. Diese Besichtigungen erfolgen in weitgehend serienmäßigen Fahrzeugen und jede Wertungsprüfung darf maximal zweimal besichtigt werden. Während der WPs liest der Beifahrer dem Fahrer diese Notizen aus dem Gebetbuch vor. Da die Strecke zu diesem Zeitpunkt in der Regel für den öffentlichen Verkehr noch freigegeben ist, müssen die geltenden Verkehrsregeln eingehalten werden.
Beim Shakedown (SH) haben die Teams und Fahrer die Möglichkeit die Autos auf einem Gelände, das ähnlich wie die Wertungsprüfungen sind, zu testen, bevor die Rallye beginnt. Die Teilnehmer müssen die Shakedown-Strecke zumindest vier Mal befahren, wobei alle Durchfahrten gezeitet werden aber nicht zur Gesamtwertung zählen.
Der Servicepark ist ein gekennzeichneter Bereich. Es gibt für gewöhnlich drei Service-Perioden während eines WRC-Tages (15 Minuten am Vormittag, 30 Minuten zu Mittag und 45 Minuten am Abend). Die Teams können während dieser Zeit Reparaturen durchführen, Einstellungen verändern und ihre Reifen für die bevorstehenden Wertungsprüfungen wählen. Außerhalb des Service-Parks dürfen nur Fahrer und Beifahrer Arbeiten am Auto vornehmen. Dabei dürfen sie nur Werkzeuge und Ersatzteile verwenden, die sie dabei haben.
Der Ablauf der Rallye Monte Carlo 2020 als Beispiel:
| Tag            | WP                                    | Start (MEZ)                           | Name                                       | Länge                                 |
| -------------- | ------------------------------------- | ------------------------------------- | ------------------------------------------ | ------------------------------------- |
|                | SH                                    | 16:01                                 | Gap (Shakedown)                            | 3,35 km                               |
| Tag 1 23. Jan. | WP1                                   | 20:38                                 | Malijal – Puimichel                        | 17,47 km                              |
| Tag 1 23. Jan. | WP2                                   | 22:26                                 | Bayons – Bréziers                          | 25,49 km                              |
| Tag 1 23. Jan. | Service Park Gap 23:36 Uhr (45+3 Min) |                                       |                                            |                                       |
| Tag 2 24. Jan. | Service Park Gap 07:45 Uhr (15+3 Min) | Service Park Gap 07:45 Uhr (15+3 Min) | Service Park Gap 07:45 Uhr (15+3 Min)      | Service Park Gap 07:45 Uhr (15+3 Min) |
| Tag 2 24. Jan. | WP3                                   | 08:36                                 | Curbans – Venterol 1                       | 20,02 km                              |
| Tag 2 24. Jan. | WP4                                   | 09:56                                 | St. Clement-sur-Durance – Freissinieres 1  | 20,68 km                              |
| Tag 2 24. Jan. | WP5                                   | 11:21                                 | Avançon – Notre-Dame-du-Laus 1             | 20,59 km                              |
| Tag 2 24. Jan. | Service Park Gap 12:38 Uhr (40+3 Min) |                                       |                                            |                                       |
| Tag 2 24. Jan. | WP6                                   | 13:54                                 | Curbans – Venterol 2                       | 20,02 km                              |
| Tag 2 24. Jan. | WP7                                   | 15:14                                 | St. Clement-sur-Durance – Freissinieres 2  | 20,68 km                              |
| Tag 2 24. Jan. | WP8                                   | 16:39                                 | Avançon – Notre-Dame-du-Laus 2             | 20,59 km                              |
| Tag 2 24. Jan. | Service Park Gap 17:39 Uhr (45+3 Min) |                                       |                                            |                                       |
| Tag 3 25. Jan. | Service Park Gap 08:32 Uhr (15+3 Min) | Service Park Gap 08:32 Uhr (15+3 Min) | Service Park Gap 08:32 Uhr (15+3 Min)      | Service Park Gap 08:32 Uhr (15+3 Min) |
| Tag 3 25. Jan. | WP9                                   | 09:38                                 | St.-Leger-les-Mélèzes – La-Bâtie-Neuve 1   | 16,87 km                              |
| Tag 3 25. Jan. | WP10                                  | 10:56                                 | La Bréole – Selonnet 1                     | 20,73 km                              |
| Tag 3 25. Jan. | Service Park Gap 12:32 Uhr (40+3 Min) |                                       |                                            |                                       |
| Tag 3 25. Jan. | WP11                                  | 14:08                                 | St.-Leger-les-Mélèzes – La-Bâtie-Neuve 2   | 16,87 km                              |
| Tag 3 25. Jan. | WP12                                  | 15:26                                 | La Bréole – Selonnet 2                     | 20,73 km                              |
| Tag 3 25. Jan. | Service Park Gap 16:36 Uhr (45+3 Min) |                                       |                                            |                                       |
| Tag 4 26. Jan. | WP13                                  | 08:17                                 | La Bollène-Vésubie – Peïra Cava 1          | 18,41 km                              |
| Tag 4 26. Jan. | WP14                                  | 09:08                                 | La Cabanette – Col de Braus 1              | 13,36 km                              |
| Tag 4 26. Jan. | WP15                                  | 10:55                                 | La Bollène-Vésubie – Peïra Cava 2          | 18,41 km                              |
| Tag 4 26. Jan. | WP16                                  | 12:18                                 | La Cabanette – Col de Braus 2 (Powerstage) | 13,36 km                              |

Ab der Saison 2014 wurde der Zeitplan für alle WM-Läufe standardisiert. Am Donnerstag findet jeweils die Startzeremonie statt, die finale Wertungsprüfung am Sonntag gegen 12 Uhr mittags. Letztere wird immer als Powerstage ausgetragen und muss mindestens zehn Kilometer lang sein.

## Nachhaltige Zukunft und Rally1-Fahrzeuge ab 2022
Das Rally1-Reglement wurde 2022 eingeführt. Für die Planungssicherheit der Teams wird dieses Reglement für die Jahre 2022 bis einschließlich 2025 beibehalten. Die wichtigsten Änderungen sind der zu 100 % nachhaltige Treibstoff (P1 Racing Fuels) und das Drei-Modi-Hybridsystem. Ein 100-Kilowatt-Plug-In-Hybridsystem und ein 1,6-Liter-Turbo-Motor mit 380 PS (280 kW) erzeugen bis zu 514 PS. Beim Ausrollen des Fahrzeugs und beim Bremsen wird Energie der Batterie zurückgeführt. Die Motor-Generator-Einheit (MGU) erreicht bis zu 12.000/min und arbeitet mit bis zu 750 Volt. Das 84 Kilogramm schwere Gerät ist von einem Kohlefasergehäuse umgeben und hält bei Unfällen bis zu 70 g aus. Die MGU wird von der Firma Compact Dynamics bereitgestellt, die auch die Formel 1, die Formel E und andere Rennserien beliefert.

### Vollelektrischer Modus
Der Voll-Elektro-Modus reicht maximal für 20 Kilometer Reichweite. So können die Verbindungsstrecken zwischen den einzelnen Wertungsprüfungen und dem Fahren im Service-Park ohne Verbrennungsmotor zurückgelegt werden.
Der Hybrid-Antrieb wurde zur Saison 2025 hin aus den Autos entfernt.

### Stage Start Mode
Mit dem Stage-Start-Modus kann beim Start einer Wertungsprüfung die volle Leistung vom Elektro-Triebwerk zum Verbrennungsmotor zugeschaltet werden. Für zehn Sekunden können die maximalen 514 PS abgerufen werden. Danach wird die Energie rekuperiert während der Fahrt in der Wertungsprüfung.

### Stage Mode
Die Teams können drei Strategien pro Wertungsprüfung ausarbeiten, um zusätzliche Leistung abzurufen über ein Softwareprogramm. Ein Push-To-Pass System soll das aber nicht sein. Die Zusatzleistung des Elektro-Triebwerks kann nur eingesetzt werden, wenn vom Fahrer das Gaspedal komplett durchgedrückt wird.

### Management-Software
Ein internes Managementsystem steuert die individuelle Strategie des Teams. Sollte die Batterie anfangen zu überhitzen oder wird die MGU zu hochgedreht, speichert ein Datenaufzeichnungsgerät das Problem und sendet es an die technische Leitung. Dem Fahrer werden Probleme mit der MGU mit einer roten Lampe im Cockpit angezeigt, eine grüne Lampe zeigt die Betriebsbereitschaft des Systems an.

### Fossilfreie Brennstoffe
Die WRC und die FIA will im Rahmen des Pariser Abkommens bis spätestens 2030 klimaneutral werden. Durch die Mischung von biologisch und synthetisch abbaubaren Elementen produziert P1 Racing Fuels einen Kraftstoff der zu 100 % nachhaltig ist. Der Hochleistungskraftstoff hat die Qualität für Rennkraftstoffe erfüllt sowie jene der Automobilhersteller als Straßenkraftstoff.

### Nachhaltige Stromversorgung
Der Service-Park wird bei den europäischen Rallys in Zukunft durch elektrischen Strom aus erneuerbaren Quellen versorgt. Wo die lokalen Netzkapazitäten nicht ausreichen, werden Generatoren verwendet, die mit fossilfreiem Biodiesel betrieben werden können. Bis spätestens 2030 sollen die Generatoren mit Wasserstoff betriebenen Brennstoffzellen ausgestattet sein. Überschüssiger Strom wird ins örtliche Netz zurückgespeist.

## Klassen

### WRC (Rally1)

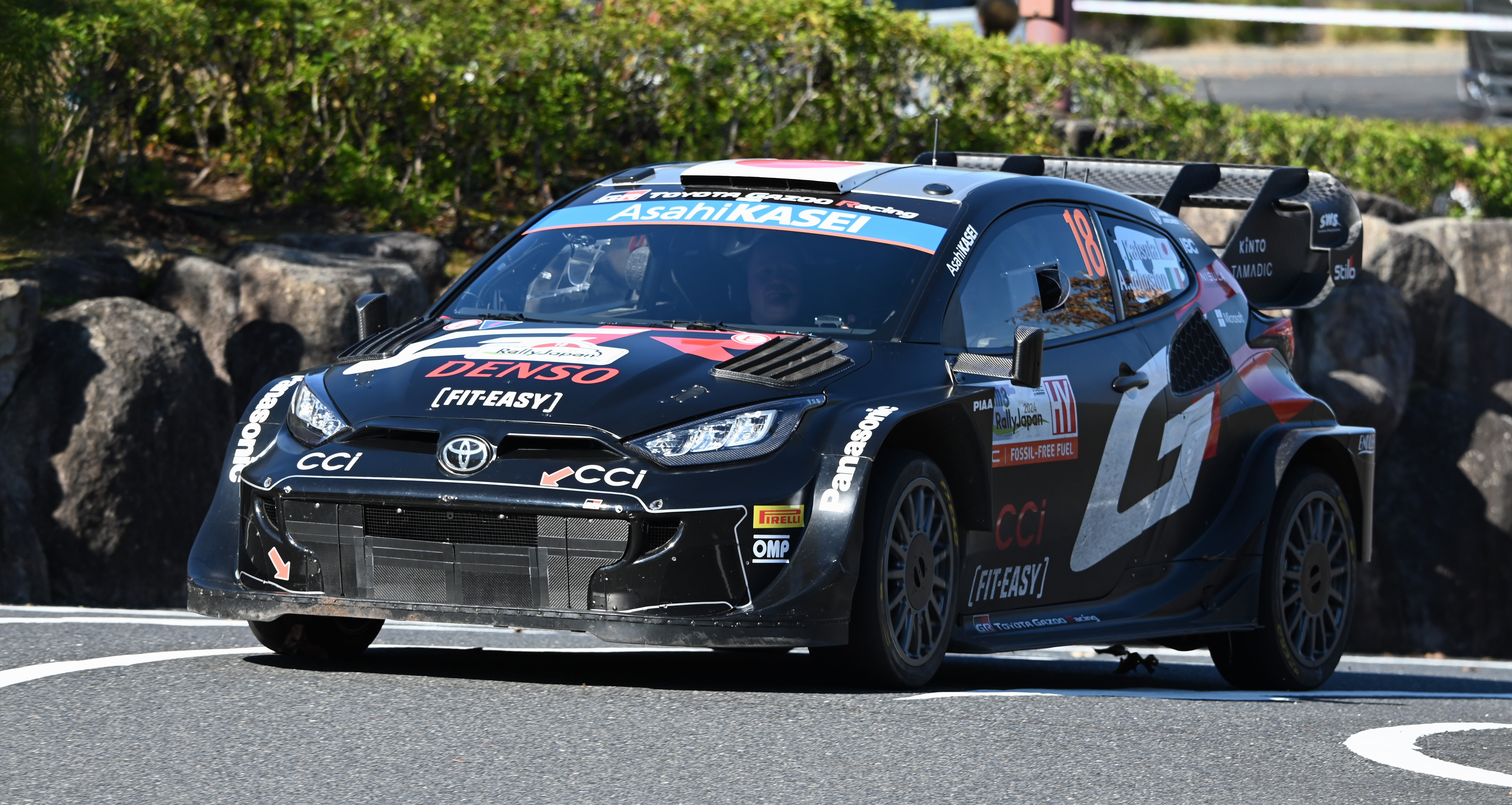
Toyota GR Yaris Rally1

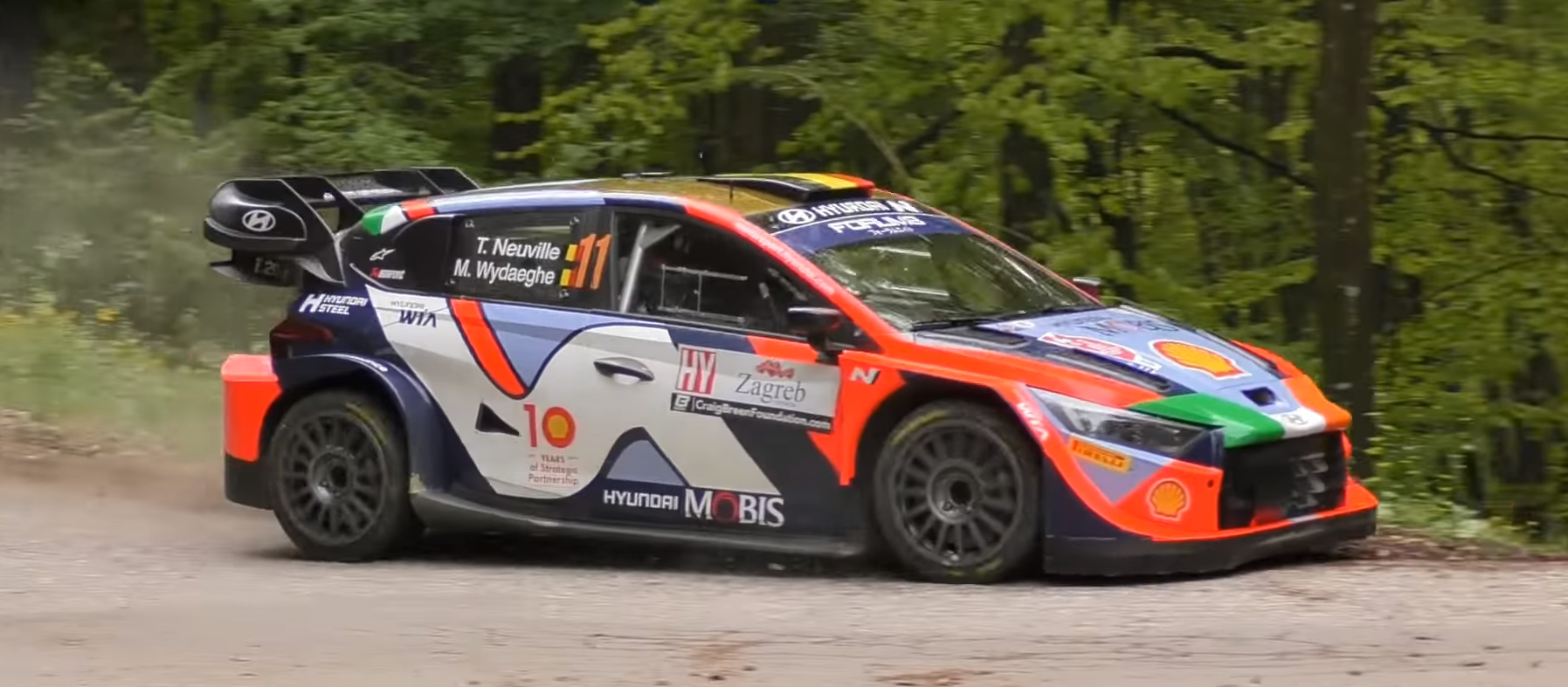
Hyundai i20 N Rally1

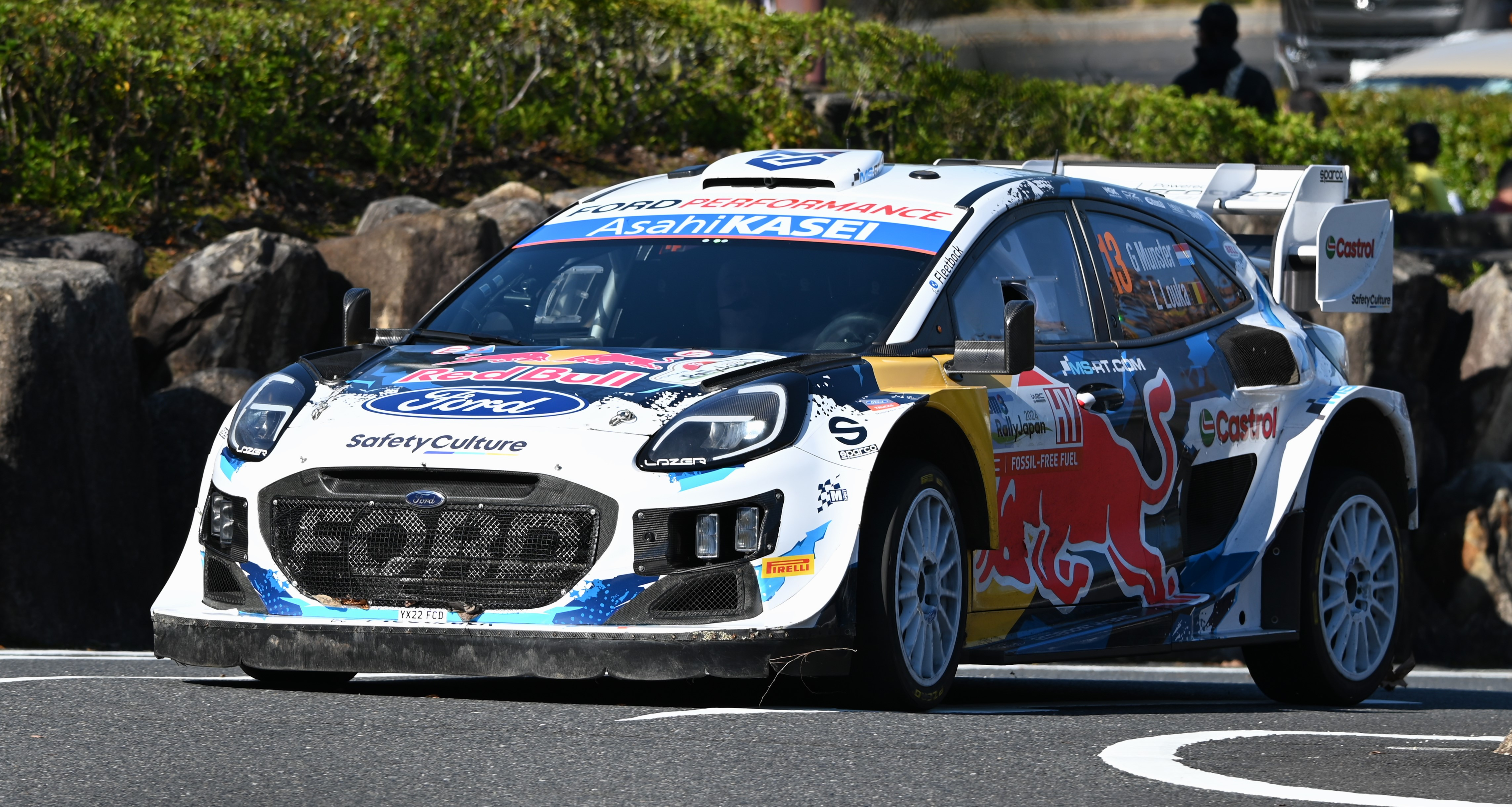
Ford Puma Rally1

Diese technischen Regeln (RC1) müssen die Fahrzeuge 2025 erfüllen:
- 4-Zylinder-1,6-Liter-Hubraum-Turbomotoren
- Zylinderblock und -kopf entsprechen jenen der Straßenausführung
- Veränderungen an Kurbel- und Nockenwelle, Pleuelstange, Kolben, Zylinderbuchsen und Ventilen sind erlaubt
- 35 mm Luftdurchlassbegrenzung
- Sequenzielles 6-Gang-Getriebe
- Allradantrieb
- mechanische Differenziale an Vorder- und Hinterachse
- 7x15″ Reifensatz (Kies), 8x18″-Reifensatz (Asphalt)
- Scheibenbremsen mit Durchmesser 300 mm (Schotter), 370 mm (Asphalt)
- Beschleunigung 0–100 km/h in weniger als 4 Sekunden
- Mindestgewicht 1180 kg (inkl. Ersatzrad, Fahrer und Beifahrer)

Mögliche Eintragungen bei der FIA für die Rallye-Weltmeisterschaft sind: WRC-Werksteams und um Herstellerpunkte eingetragene Privatteams sowie Werksteams und um nicht Herstellerpunkte eingetragene Privatteams. Für die Hersteller-Weltmeisterschaft muss ein Hersteller oder Team zwei WRC-Autos einsetzen und an allen WM-Läufen teilnehmen. Es gibt Privatteams, die mit nur einem Auto starten und daher Weltmeisterschaftspunkte für die Fahrer-WM sammeln können, in der Hersteller-Wertung aber nicht erscheinen.

### WRC2 (Rally2)

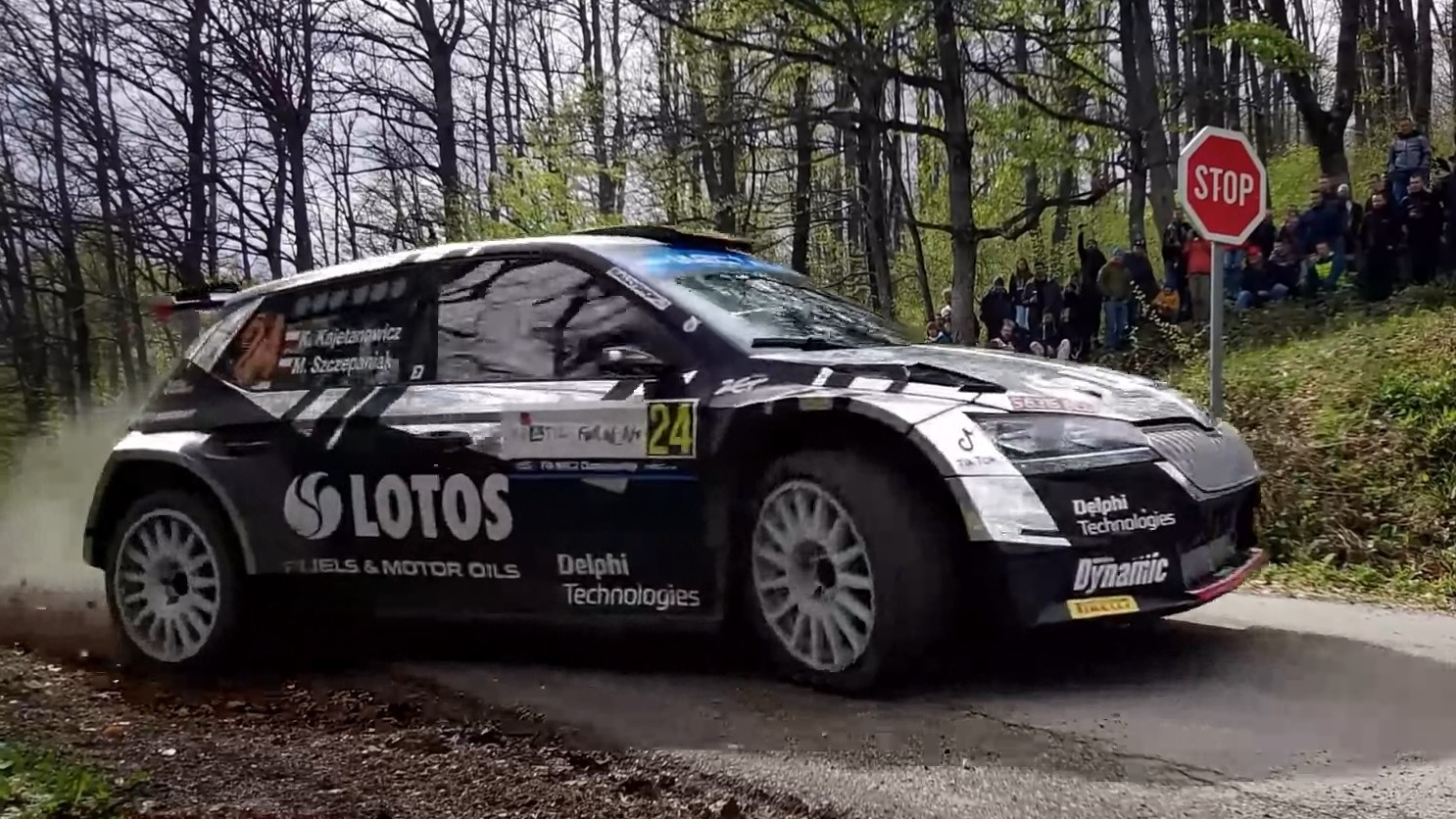
Škoda Fabia Rally2 evo

Diese technischen Regeln (RC2) müssen die Fahrzeuge 2023 erfüllen:
- 1,6-Liter-Turbomotoren (4 Zylinder)
- Zylinderblock und -kopf entsprechen jenen der Straßenausführung
- 32 mm Luftdurchlassbegrenzung
- Sequenzielles Getriebe (5 Gänge)
- Allradantrieb
- 7x15″-Reifensatz (Kies), 8x18"-Reifensatz (Asphalt)
- Scheibenbremsen mit Durchmesser 300 mm (Schotter), 355 mm (Asphalt)
- Mindestgewicht 1390 kg (inkl. Ersatzrad, Fahrer und Beifahrer)

### WRC3 (Rally3)
Die Kategorie der WRC3 umfasst Fahrzeuge, die genau den gleichen technischen Standard entsprechen wie jene der WRC 2, sie sind allerdings nur für Privatfahrer bestimmt. Es gibt Titel für Fahrer und Beifahrer, es werden die besten sechs Resultate aus mindestens sieben Rallys zusammengezählt. Es besteht keine Verpflichtung eine Rallye außerhalb Europas bestreiten zu müssen.

### JWRC (Rally3)

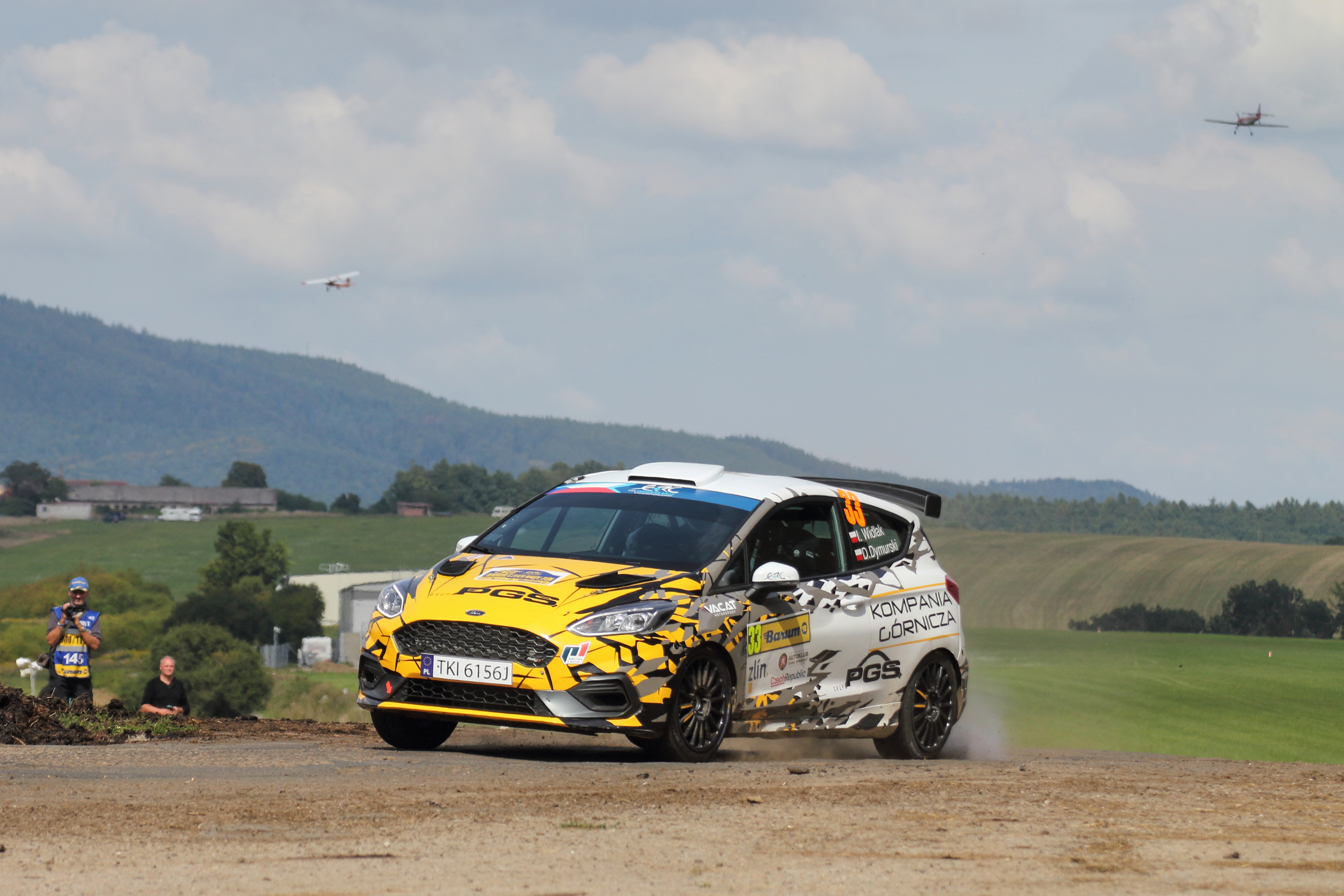
Ford Fiesta Rally3

Die Autos basieren auf dem Standard-Strassenmodel des Ford Fiestas, haben aber eine höhere Motorenleistung. Der Ford Fiesta Rally3 dient zum Einstieg in den Rallye-Sport, M-Sport bietet ein Rundumpaket zum Kauf an, inklusive Transport, Vermietung und Wartung. An dieser Meisterschaft können Fahrer teilnehmen die 30 Jahre oder jünger sind.
Diese technischen Regeln (RC4) müssen die Fahrzeuge 2023 erfüllen:
- Die Autos haben Allrad-Antrieb
- Einen 1,5-Liter-Motor mit 3 Zylindern und rund 235 PS (max. 185 km/h)
- Zum Einsatz kommt ein elektronisches, sequentielles Fünfgang-Getriebe
- 6x15″-Reifensatz (Kies), 6.5x16 inch Reifensatz (Asphalt)
- Scheibenbremsen mit Durchmesser 285 mm (Schotter), 310 mm (Asphalt)
- Das Mindestgewicht exklusiv Fahrer beträgt 1210 kg

### Die Klassen bis 2014
Seit der Weltmeisterschaftssaison 2011 hatten sich die Klassenbezeichnungen grundlegend geändert. War die WRC-Klasse 2010 noch als A8 bezeichnet worden, hieß diese ab 2011 A1. Bei der ehemaligen P-WRC (N4) handelte es sich um die PWRC (A3). Die Super-2000-Fahrzeuge, vormals als S-WRC (ebenfalls N4) genannten Fahrzeuge, starteten nun als SWRC (A2). So zog es sich durch das gesamte Starterfeld.
Generell konnten nur in großen Stückzahlen produzierte Modelle von Personenkraftwagen an der Rallye-WM teilnehmen. Dies bedeutete, dass jedes zugelassene Rallyefahrzeug auf einem handelsüblichen Straßenwagen basieren musste. Die Unterschiede der erlaubten Modifizierungen waren von Klasse zu Klasse verschieden und im FIA-Homologationsblatt ersichtlich.
Das Interesse an der WRC stand bei einer Rallye im Mittelpunkt des Geschehens. Doch gingen nicht nur die um die Weltmeisterschaftspunkte eingeschriebenen WRC-Teams an den Start; es gab durchaus mehrere Weltmeisterschaften und Klassen, in welchen es im Rahmen einer WM-Rallye um Siege und Punkte ging. Es waren die für den Start berechtigten Rennwagen, je nach Typ und Motorisierung, in elf verschiedene Klassen eingeteilt. Die fünf wichtigsten und die konkurrenzfähigsten Klassen mit eigener Meisterschaft waren:
- Klasse A0 (WRC): World Rally Cars nahmen an allen Rallye-WM-Läufen teil. Nach der tief greifenden Reglementänderung 2011 basierten die mit Allradantrieb versehenen World Rallye Cars auf Super-2000-Fahrzeugen, welche jedoch mit 1600-cm³-16V-Motoren mit Turboaufladung und Benzindirekteinspritzung ausgestattet waren. Zusätzlich verfügten die WRC-Fahrzeuge über einen WRC-Aufrüstkit, der aus speziellen Front- und Heckspoilern bestand. In der Saison 2011 starteten vierzehn Teams mit folgenden WRC-Modellen: Citroën DS3 WRC, Ford Fiesta RS WRC, Mini WRC, später auch der Volkswagen Polo R WRC, Hyundai i20 N WRC und der Toyota Yaris WRC.
- Klasse A1: In der Saison 2011 erfolgte die Homologation des Mini Countryman S2000. Dieser war mit einem 1600-cm³-Ottomotor, mit Direkteinspritzung und Turboaufladung ausgestattet, so wurden nun die herkömmlichen 2-Liter-Super-2000-Fahrzeuge als Klasse A2 bezeichnet. Die mit 1600-cm³-Turbomotor ausgestatteten Fahrzeuge des S-2000-Reglements wurden als die Klasse A1 und die WRC-Fahrzeuge als Klasse A0 oder auch als Klasse WRC bezeichnet.
- Klasse A2 (SWRC): Fahrzeuge dieser Klasse waren ebenfalls berechtigt, an sämtlichen WM-Läufen teilzunehmen. Diese auf dem für Rallyes adaptierten Super-2000-Reglement basierenden Rennwagen verfügten über Allradantrieb und einen 2000-cm³-Saugmotor. Diese auch in der Intercontinental Rally Challenge (IRC) eingesetzte Klasse war nach den WRCs die leistungsstärkste in der Rallye-Weltmeisterschaft.
- Klasse A3 (PWRC): Bei diesen auf dem Gruppe-N-Reglement beruhenden Fahrzeugen handelte es sich um mit max. 2000-cm³-Vierzylinder-Motoren, Turboaufladung, Allradantrieb und diversen schon serienmäßig verbauten technischen und elektronischen Fahrhilfsmitteln ausgestattete Rennwagen. Aufgrund des auf große Seriennähe basierenden Reglements dieser Klasse durften, abgesehen von zum Beispiel Sicherheitsausrüstung und Stoßdämpfern/Federn, kaum Veränderungen am Fahrzeug durchgeführt werden. Mit knapp 300 PS und über 300 Nm waren sie den Klassen A1 und A2 hauptsächlich auf Grund des höheren Fahrzeuggewichtes unterlegen. Die einzigen erfolgreich eingesetzten PWRC-Wagen waren der Mitsubishi Lancer, sein malaysischer in Lizenz gefertigter Zwilling Proton Pert und der Subaru Impreza WRX STi. Fahrzeuge dieser Klasse konnten ebenfalls bei allen WM-Läufen eingesetzt werden. Die Production Car World Rally Championship beschränkte sich im Jahr 2011 allerdings auf sieben Rallyes.
- Klasse A6; Rallye-Juniorenweltmeisterschaft (JWRC): Die seit 2011 auch WRC Academy genannte JWRC war ein Nachwuchswettbewerb im Rahmen der Rallye-WM. Berechtigte Fahrer waren jene die 30 Jahre alt oder jünger waren. Gestartet wurde in dieser Klasse mit Super-1600-Fahrzeugen. Diese waren mit Vorderradantrieb, maximal 1640 cm³ Hubraum, 4-Zylinder-Saugmotoren ausgestattet und hatten 230 PS, sie waren als Fahrzeug-Modelle der Kleinwagen-Klasse eingesetzt, um einen kostengünstigen Einstieg in das internationale Rallyegeschehen zu ermöglichen. Die JWRC wird auch heute noch ausgeschrieben mit angepasstem Reglement.

## Geschichte

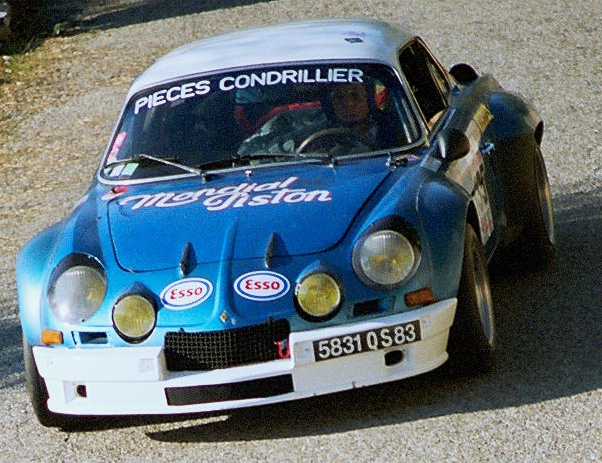
Rallyeversion eines Alpine A110

Seit der ersten offiziellen Ausgabe im Jahr 1973 wechseln sich in der Rallye-Weltmeisterschaft verschiedene Fahrzeugtypen ab, diese wurden zunächst von der FISA und dann von der FIA in verschiedene Gruppen eingeteilt. In der Geschichte der Weltmeisterschaft hatte die Hauptgruppe nach und nach folgende Benennungen erhalten:
| Gruppe 4 | Gruppe 4 | Gruppe 4 | Gruppe 4 | Gruppe 4 | Gruppe 4 | Gruppe 4 | Gruppe 4 | Gruppe 4 | Gruppe B | Gruppe B | Gruppe B | Gruppe B | Gruppe B | Gruppe A | Gruppe A | Gruppe A | Gruppe A | Gruppe A | Gruppe A | Gruppe A | Gruppe A | Gruppe A | Gruppe A | WRC      | WRC | WRC | WRC | WRC | WRC | WRC | WRC | WRC | WRC | WRC | WRC | WRC | WRC | WRC 1.6 | WRC 1.6 | WRC 1.6            | WRC 1.6            | WRC 1.6            | WRC 1.6            | WRC Plus           | WRC Plus           | WRC Plus           | WRC Plus           | WRC Plus           | Rally1            | Rally1            | Rally1            | Rally1            |                   |                   |                   |                   |                   |                   |
| Gruppe 3 | Gruppe 3 | Gruppe 3 | Gruppe 3 | Gruppe 3 | Gruppe 3 | Gruppe 3 | Gruppe 3 | Gruppe 3 | Gruppe A | Gruppe A | Gruppe A | Gruppe A | Gruppe A |          |          |          |          |          |          |          |          |          |          |          |     |     |     |     |     |     |     |     |     |     |     |     |     |         |         | WRC 2 / 3 / Junior | WRC 2 / 3 / Junior | WRC 2 / 3 / Junior | WRC 2 / 3 / Junior | WRC 2 / 3 / Junior | WRC 2 / 3 / Junior | WRC 2 / 3 / Junior | WRC 2 / 3 / Junior | WRC 2 / 3 / Junior | Rally 2 / Rally 3 | Rally 2 / Rally 3 | Rally 2 / Rally 3 | Rally 2 / Rally 3 | Rally 2 / Rally 3 | Rally 2 / Rally 3 | Rally 2 / Rally 3 | Rally 2 / Rally 3 | Rally 2 / Rally 3 | Rally 2 / Rally 3 |
| Gruppe 2 | Gruppe 2 | Gruppe 2 | Gruppe 2 | Gruppe 2 | Gruppe 2 | Gruppe 2 | Gruppe 2 | Gruppe 2 | Gruppe N | Gruppe N | Gruppe N | Gruppe N | Gruppe N | Gruppe N | Gruppe N | Gruppe N | Gruppe N | Gruppe N | Gruppe N | Gruppe N | Gruppe N | Gruppe N | Gruppe N | Gruppe N |     |     |     |     |     |     |     |     |     |     |     |     |     |         |         |                    |                    |                    |                    |                    |                    |                    |                    |                    |                   |                   |                   |                   |                   |                   |                   |                   |                   |                   |
| Gruppe 1 |          |          |          |          |          |          |          |          |          |          |          |          |          |          |          |          |          |          |          |          |          |          |          |          |     |     |     |     |     |     |     |     |     |     |     |     |     |         |         |                    |                    |                    |                    |                    |                    |                    |                    |                    |                   |                   |                   |                   |                   |                   |                   |                   |                   |                   |

Anmerkung: In der Saison 1982 führte man die Gruppe 4 und die Gruppe B parallel in der obersten Kategorie.
In den 1960er Jahren wurde von der FIA neben der Rallye-Europameisterschaft für Fahrer eine zweite Meisterschaft für Marken ausgetragen. Für 1970 wurde die Safari Rallye in den Kalender übernommen. Aufgrund des nun vorhandenen Laufes außerhalb Europas wurde der Name der Meisterschaft in Internationale Rallye Meisterschaft für Marken geändert. Schon 1971 kamen weitere internationale Rallyes, wie die Rallye Marokko, hinzu. Ab der Saison 1973 wurde die Meisterschaft offiziell als Rallye-Weltmeisterschaft ausgetragen. Der erste Weltmeisterschaftslauf war die 42ème Rallye Automobile de Monte Carlo, welche am 19. Januar gestartet und durch den Franzosen Jean-Claude Andruet gewonnen wurde. Der erste Rallye-Weltmeistertitel der Geschichte wurde nach dreizehn Rennen von einem Alpine A110 1800 erfahren. Nachdem bereits in der Saison 1977 und 1978 ein Fahrer-Cup im Rahmen der Rallye-Weltmeisterschaft veranstaltet wurde, gab es seit der Saison 1979 neben der Konstrukteurswertung auch eine offizielle Rallye-Weltmeisterschaft für Fahrer.

### 1973–1981: Die ersten Jahre

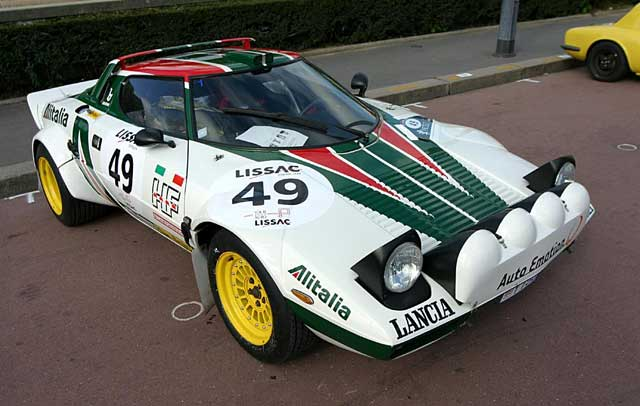
Gruppe 4 Lancia Stratos HF.

Nachdem Alpine den WM-Titel 1973 gewonnen hatte, erschien bei der Rallye-Weltmeisterschaft 1974 der Lancia Stratos HF. Dieser speziell für den Rallyesport konstruierte, mit einem Ferrari-V6-Motor ausgestattete Rennwagen konnte sich den Weltmeistertitel drei Jahre in Folge 1974, 1975 und 1976 sichern. Im darauf folgenden Jahr 1977 wurde, parallel zur Rallye-Weltmeisterschaft für Marken, zum ersten Mal der FIA Cup for Rally Drivers ausgetragen. Diesen nur zweimalig stattfindenden Wettbewerb entschied 1977 der Italiener Sandro Munari für sich und in der Saison 1978 gewann der Finne Markku Alén den Cup. Ab der Rallye-Weltmeisterschaft 1979 gab es einen Marken- und einen Fahrertitel zu vergeben. Der erste offizielle Weltmeister im Rallyesport war 1979 der Schwede Björn Waldegård.

### 1982–1986: Die Gruppe-B
Eine noch heute ebenso populäre wie kontrovers diskutierte Zeit des Rallyesports brach 1982 an. Als die FIA die Einteilung ihrer Rennklassen änderte, wurden auch Fahrzeuge der Gruppe B zugelassen. Es begann die nur fünfjährige Phase der allradangetriebenen, teilweise mit Turboaufladung und diversen aerodynamischen Hilfsmitteln versehenen ausschließlich auf Rallyesport getrimmten Rennwagen. Diese leistungsstarken und aufgrund von kaum limitierendem Reglement äußerst spektakulären Prototypen verhalfen der Rallye-WM rasch zu hoher Bekanntheit. Eine Beschleunigung von 0 auf 100 km/h in unter 2,6 Sekunden auf Schotter ist eine auch heute noch gern zitierte Leistungsangabe in Motorsportkreisen. Ausgelöst durch den Einsatz des Allradantriebes beim Audi quattro und seiner Weiterentwicklung Audi Sport quattro begann in der Rallye-Weltmeisterschaft eine Art Wettrüsten. Hatte man zuvor hauptsächlich zweiradgetriebene Serien-Straßenautos zu potenten Rallye-Fahrzeugen aufgerüstet, so wurden nun reine Allrad-Rennmaschinen entwickelt und für die Gruppe B der FIA homologiert. Dafür mussten mindestens 200 Exemplare des betreffenden Modells produziert und der FIA präsentiert werden. Der Großteil dieser Kleinserienfahrzeuge wurde danach an Liebhaber für den Straßeneinsatz oder an Auto-Sammler verkauft, aus nur etwa zehn Prozent der Produktion schufen die Werksteams dann extreme Rallye-Geräte. Peugeot 205 Turbo 16 E2, Ford RS 200 und Lancia Delta S4 hießen die wichtigsten Vertreter der Turbo-Mittelmotor-Fraktion, während die Audi Sport quattro S1 über einen Turbo-Frontmotor und die MG Metro 6R4 über einen Sauger-Mittelmotor verfügten. Ihre Leistung war irgendwo zwischen 300 und 440 kW (ca. 400 und 600 PS) angesiedelt. Diese Allradmonster konnten nur von wenigen Weltklasse-Piloten am Limit bewegt werden.

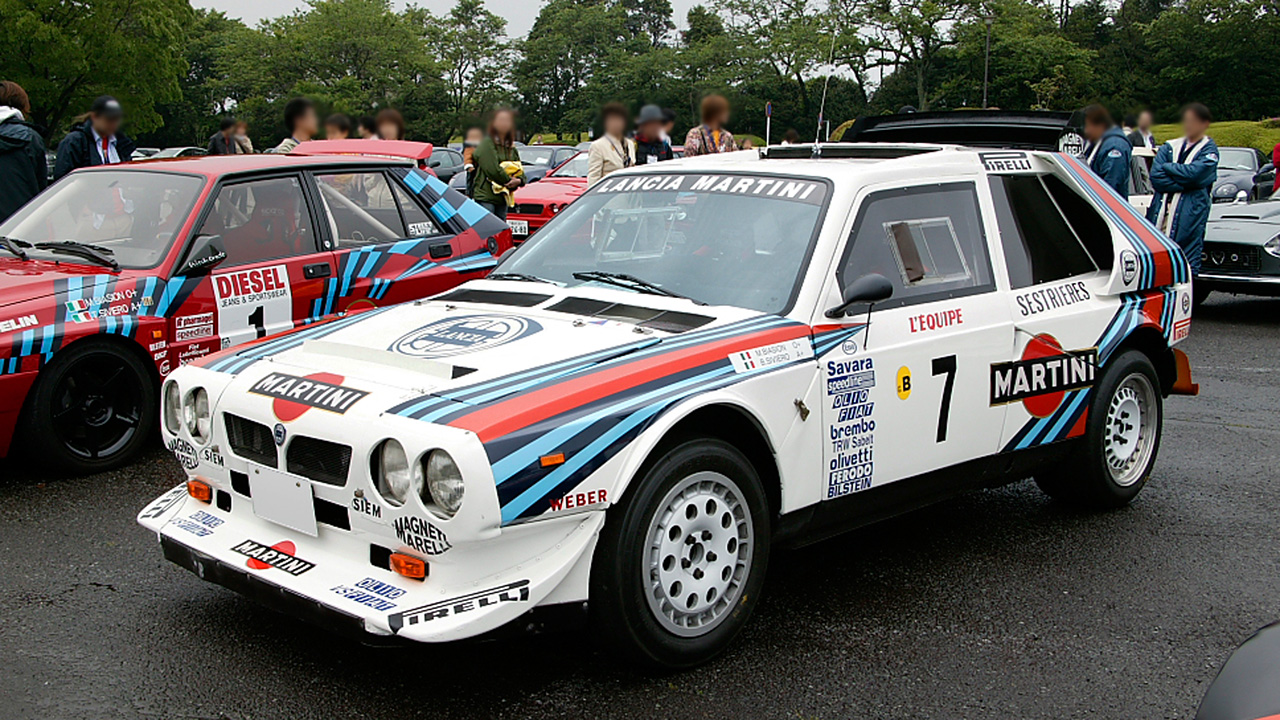
Lancia Delta S4 der Gruppe B

Nach mehreren schweren und zum Teil auch tödlichen Unfällen zog die FIA 1986 die Notbremse und verbannte die Überflieger für immer aus der Rallye-WM. Zu dieser Zeit benahm sich leider ein großer Teil des Publikums eher wie beim Stierlauf in Pamplona als wie bei einer Motorsportveranstaltung. Die Rallye Portugal 1986 forderte bei zwei Unfällen drei Tote und 34 teils Schwerstverletzte unter den Zuschauern. Der schwerere Unfall wurde auf der ersten Wertungsprüfung durch ein Gruppe-B-Fahrzeug, einem Ford RS 200, ausgelöst. Bei einem zweiten Unfall bei derselben Veranstaltung gab es nur ein gebrochenes Bein eines Fotografen zu beklagen, verursacht durch einen Peugeot 205 T16 der Gruppe B. Diese Vorkommnisse veranlasste die FIA zu weitgreifenden Handlungen. Nebst anderen Maßnahmen gab es an die Zuschauer die klare Ansage, die Auslaufzonen nicht zu verlassen und die Rennstrecke nicht zu betreten. Haben sich die Zuschauer nicht daran gehalten, gab es annulationen von Wertungsprüfungen.
Von 1987 bis einschließlich 1992 fanden gut zwei Dutzend der Gruppe-B-Fahrzeuge in der Rallycross-EM ihr letztes internationales Betätigungsfeld. Heute stehen die meisten Gruppe-B-Boliden in Garagen von Sammlern und in Rennsport-Museen. Nur hin und wieder sieht man noch einige von ihnen in Aktion, speziell bei Bergrennen, Rallycross-Rennen in Großbritannien und Irland oder auch bei den sogenannten Youngtimer-Rallyes. Eine geplante Nachfolgeklasse war die Gruppe S, diese kam nicht zustande, sodass ab 1987 die Gruppe-A-Klasse die schnellsten Fahrzeuge der WM stellte.

### 1986–1997: Die Gruppe-A
Da Lancia, mit Hilfe von Abarth, am schnellsten auf die Veränderungen im Reglement reagierte, gelang es mit dem Lancia Delta HF 4WD-Integrale Gruppe-A-Wagen (ca. 220 kW/299 PS) die Konstrukteurs-Weltmeisterschaft sechs Jahre in Folge zu gewinnen. Sowohl Juha Kankkunen als auch Miki Biasion sicherten sich je zwei Fahrer-WM-Titel. Danach brach die Zeit der japanischen Hersteller an. Toyota, Subaru und Mitsubishi waren die neuen Titelanwärter. Der Spanier Carlos Sainz, der mit einem Toyota Celica GT-Four für Toyota Team Europe fuhr, holte den Titel 1990 und 1992. Kankkunen wechselte ab der Saison 1993 zu Toyota und erreichte mit seinem vierten Titel einen neuen Fahrer-WM-Rekord, im gleichen Jahr konnte Toyota seine erste Marken-Weltmeisterschaft einfahren. Diesen Erfolg konnte man im darauf folgenden Jahr 1994 mit dem Franzosen Didier Auriol wiederholen. Bald schlossen Subaru und Mitsubishi an diese Serie an. Colin McRae gewann den Fahrertitel mit einem Subaru Impreza 1995. Ab diesem Zeitpunkt gelang es Subaru den Konstrukteurs-Titel dreimal in Folge zu erringen. Tommi Mäkinen gelang es mit einem Mitsubishi Lancer die Fahrer-Weltmeisterschaft viermal in Folge von 1996 bis 1999 zu gewinnen. Mitsubishi sicherte sich den Konstrukteurs-Weltmeistertitel im Jahr 1998.

### Ab 1998: Die WRC-Klasse

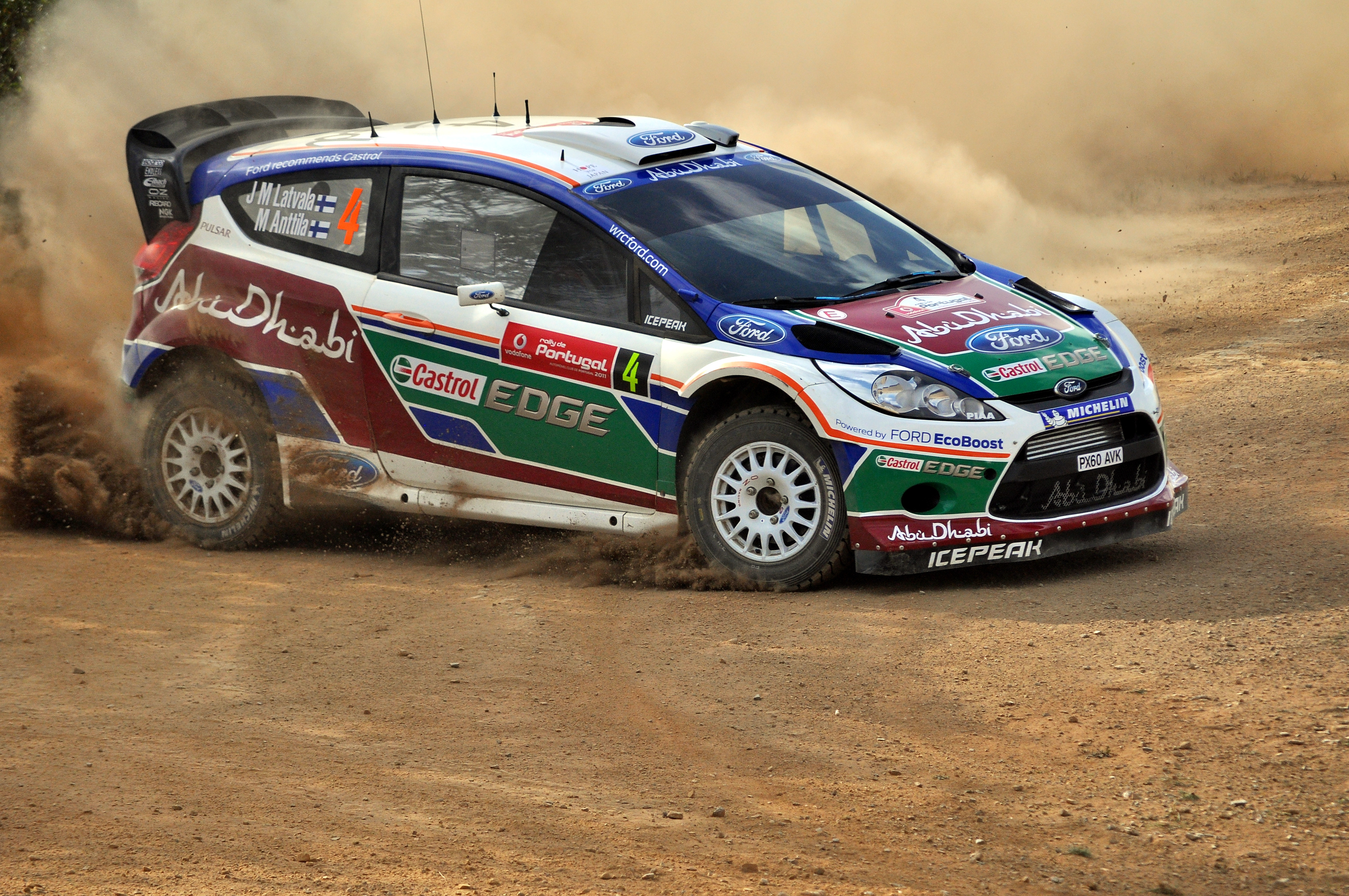
Jari-Matti Latvala im Ford Fiesta RS WRC bei der Rallye Portugal 2011

Während des fließenden Überganges von der Gruppe A zur WRC-Klasse konnten Mitsubishi und Toyota, welche im Gegensatz zu Peugeot an allen Weltmeisterschaftsläufen teilnahmen, noch einmal den Fahrer- und den Hersteller-WM-Titel sichern. Ab 1999 brach die Ära der beiden französischen Hersteller Peugeot und Citroën an. Von 2000 bis 2002 konnte Peugeot dreimal in Folge den Hersteller-Weltmeistertitel gewinnen. Marcus Grönholm (Peugeot) konnte sich in den Jahren 2000 und 2002 die Fahrer-WM sichern. 2001 unterbrochen durch den damaligen Subaru-Fahrer Richard Burns. Nachdem sich Peugeot aus der Rallye-Weltmeisterschaft zurückgezogen hatte, übernahm Citroën das Rennen um die Hersteller-Weltmeisterschaft. Ab der Saison 2003 bis zur Saison 2012 sicherte sich Citroën sieben Mal die Konstrukteurs-Weltmeisterschaft. Petter Solberg (Subaru) errang die Rallye-Weltmeisterschaft 2003. Danach folgte die Siegesserie von Sèbastien Loeb (Citroën), er war der neue Rekordweltmeister mit neun aufeinanderfolgenden Rallye-Weltmeisterschaftstiteln von 2004 bis 2012. Er hatte mit 62 Rallye-Siegen zu Saisonende 2010 bereits mehr als doppelt so viele Siege zu verzeichnen als der nach Siegen zweiterfolgreichste Rallyefahrer aller Zeiten Marcus Grönholm. Ab dem Jahr 2013 setzte Volkswagen Motorsport erfolgreich den Polo WRC ein, am Steuer waren die Fahrer Sébastien Ogier, Jari-Matti Latvala und Andreas Mikkelsen. Ogier gewann von 2013 bis 2016 die Fahrer-Weltmeisterschaft. Bei den Marken konnte Volkswagen ebenfalls von 2013 bis 2016 alle Titel für sich entscheiden.

## Weltmeister

### Fahrerweltmeister
| Weltmeistertitel | Fahrer           | Jahr(e)                |
| ---------------- | ---------------- | ---------------------- |
| 9                | Sébastien Loeb   | 2004–2012              |
| 8                | Sébastien Ogier  | 2013–2018, 2020, 2021  |
| 4                | Juha Kankkunen   | 1986, 1987, 1991, 1993 |
| 4                | Tommi Mäkinen    | 1996–1999              |
| 2                | Walter Röhrl     | 1980, 1982             |
| 2                | Miki Biasion     | 1988, 1989             |
| 2                | Carlos Sainz     | 1990, 1992             |
| 2                | Marcus Grönholm  | 2000, 2002             |
| 2                | Kalle Rovanperä  | 2022, 2023             |
| 1                | Björn Waldegård  | 1979                   |
| 1                | Ari Vatanen      | 1981                   |
| 1                | Hannu Mikkola    | 1983                   |
| 1                | Stig Blomqvist   | 1984                   |
| 1                | Timo Salonen     | 1985                   |
| 1                | Didier Auriol    | 1994                   |
| 1                | Colin McRae      | 1995                   |
| 1                | Richard Burns    | 2001                   |
| 1                | Petter Solberg   | 2003                   |
| 1                | Ott Tänak        | 2019                   |
| 1                | Thierry Neuville | 2024                   |

### Herstellerweltmeister
| Weltmeistertitel | Konstrukteur | Jahr(e)                           |
| ---------------- | ------------ | --------------------------------- |
| 10               | Lancia       | 1974–1976, 1983, 1987–1992        |
| 8                | Citroën      | 2003–2005, 2008–2012              |
| 8                | Toyota       | 1993, 1994, 1999, 2018, 2021–2024 |
| 5                | Peugeot      | 1985, 1986, 2000–2002             |
| 4                | M-Sport      | 1979, 2006, 2007, 2017            |
| 4                | Volkswagen   | 2013–2016                         |
| 3                | Fiat         | 1977, 1978, 1980                  |
| 3                | Subaru       | 1995–1997                         |
| 2                | Audi         | 1982, 1984                        |
| 2                | Hyundai      | 2019, 2020                        |
| 1                | Alpine       | 1973                              |
| 1                | Talbot       | 1981                              |
| 1                | Mitsubishi   | 1998                              |

## Austragungsorte
| Rallye-WM seit 1973        | Anzahl | 1970er            | 1980er            | 1990er                  | 2000er                 | 2010er            | 2020er            |
| -------------------------- | ------ | ----------------- | ----------------- | ----------------------- | ---------------------- | ----------------- | ----------------- |
| Rallye Argentinien         | 37     |                   | 1980 – 1989       | 1990 – 1994 1996 – 1999 | 2000 – 2009            | 2011 – 2019       |                   |
| Rallye Australien          | 25     |                   | 1989 – 1993       | 1995 – 1999             | 2000 – 2006, 2009      | 2011, 2013 – 2018 |                   |
| Rallye Belgien             | 2      |                   |                   |                         |                        |                   | 2021 – 2022       |
| Rallye Brasilien           | 2      |                   | 1981 – 1982       |                         |                        |                   |                   |
| Rallye Bulgarien           | 1      |                   |                   |                         |                        | 2010              |                   |
| Rallye Canarias            | 1      |                   |                   |                         |                        |                   | 2025              |
| Rallye Chile               | 4      |                   |                   |                         |                        | 2019              | 2023 – 2025       |
| Rallye China               | 1      |                   |                   | 1999                    |                        |                   |                   |
| Rallye Deutschland         | 17     |                   |                   |                         | 2002 – 2008            | 2010 – 2019       |                   |
| Rallye Elfenbeinküste      | 15     | 1978 – 1979       | 1980 – 1989       | 1990 – 1992             |                        |                   |                   |
| Rallye Estland             | 5      |                   |                   |                         |                        |                   | 2020 – 2023, 2025 |
| Rallye Arctic Finnland     | 1      |                   |                   |                         |                        |                   | 2021              |
| Rallye Finnland            | 51     | 1973 – 1979       | 1980 – 1989       | 1990 – 1999             | 2000 – 2009            | 2010 – 2019       | 2021 – 2025       |
| Rallye d’Alsace            | 4      |                   |                   |                         |                        | 2011 – 2014       |                   |
| Rallye Korsika             | 38     | 1973 – 1979       | 1980 – 1989       | 1990 – 1995 1997 – 1999 | 2000 – 2008            | 2015 – 2019       |                   |
| Rallye Griechenland        | 43     | 1973, 1975 – 1979 | 1980 – 1989       | 1990 – 1994 1996 – 1999 | 2000 – 2009            | 2011 – 2013       | 2021 – 2025       |
| Rallye Großbritannien      | 46     | 1973 – 1979       | 1980 – 1989       | 1990 – 1994 1996 – 1999 | 2000 – 2009            | 2010 – 2019       |                   |
| Rallye Indonesien          | 2      |                   |                   | 1996 – 1997             |                        |                   |                   |
| Rallye Irland              | 2      |                   |                   |                         | 2007, 2009             |                   |                   |
| Rallye Monza               | 2      |                   |                   |                         |                        |                   | 2020 – 2021       |
| Rallye Sanremo             | 30     | 1973 – 1979       | 1980 – 1989       | 1990 – 1994 1996 – 1999 | 2000 – 2003            |                   |                   |
| Rallye Sardinien           | 21     |                   |                   |                         | 2004 – 2009            | 2011 – 2019       | 2020 – 2025       |
| Rallye Japan               | 10     |                   |                   |                         | 2004 – 2008            | 2010              | 2022 – 2025       |
| Rallye Jordanien           | 3      |                   |                   |                         | 2008                   | 2010 – 2011       |                   |
| Rally Rideau Lakes         | 1      | 1974              |                   |                         |                        |                   |                   |
| Critérium du Quebec        | 3      | 1977 – 1979       |                   |                         |                        |                   |                   |
| Rallye Kroatien            | 4      |                   |                   |                         |                        |                   | 2020 – 2024       |
| Rallye Lettland            | 1      |                   |                   |                         |                        |                   | 2024              |
| Rallye Marokko             | 3      | 1973 1975 – 1976  |                   |                         |                        |                   |                   |
| Rallye Mexiko              | 17     |                   |                   |                         | 2004 – 2008, 2009      | 2010 – 2019       | 2020              |
| Rallye Monte Carlo         | 48     | 1973, 1975 – 1979 | 1980 – 1989       | 1990 – 1995 1997 – 1999 | 2000 – 2008            | 2012 – 2019       | 2020 – 2025       |
| Rallye Neuseeland          | 33     | 1977, 1979        | 1980, 1982 – 1989 | 1990 – 1995 1997 – 1999 | 2000 – 2009            | 2010, 2012, 2019  | 2022              |
| Rallye Norwegen            | 2      |                   |                   |                         | 2007, 2009             |                   |                   |
| Österreichische Alpenfahrt | 1      | 1973              |                   |                         |                        |                   |                   |
| Rallye Paraguay            | 1      |                   |                   |                         |                        |                   | 2025              |
| Rallye Polen               | 7      | 1973              |                   |                         | 2009                   | 2014 – 2017       | 2024              |
| Rallye Portugal            | 45     | 1973 – 1979       | 1980 – 1989       | 1990 – 1995 1997 – 1999 | 2000 – 2001 2007, 2009 | 2010 – 2019       | 2021 – 2025       |
| Rallye Safari              | 35     | 1973 – 1979       | 1980 – 1989       | 1990 – 1994 1996 – 1999 | 2000 – 2002            |                   | 2021 – 2025       |
| Rallye Katalonien          | 31     |                   |                   | 1990 – 1993 1995 – 1999 | 2000 – 2009            | 2010 – 2019       | 2021 – 2022       |
| Rallye Schweden            | 49     | 1973, 1975 – 1979 | 1980 – 1989       | 1991 – 1993 1995 – 1999 | 2000 – 2008            | 2010 – 2019       | 2020, 2022 – 2025 |
| Rallye Saudi-Arabien       | 1      |                   |                   |                         |                        |                   | 2025              |
| Rallye Türkei              | 9      |                   |                   |                         | 2003 – 2006, 2008      | 2011, 2018 – 2019 | 2020              |
| Rallye USA                 | 2      | 1973 – 1974       |                   |                         |                        |                   |                   |
| Olympus Rally              | 3      |                   | 1986 – 1988       |                         |                        |                   |                   |
| Rallye Zentraleuropa       | 3      |                   |                   |                         |                        |                   | 2023 – 2025       |
| Rallye Zypern              | 8      |                   |                   |                         | 2000 – 2006, 2009      |                   |                   |
| TOTAL                      | 672    | 75                | 124               | 120                     | 147                    | 130               | 76                |